# Litvánia a 2002. évi téli olimpiai játékokon
Litvánia az egyesült államokbeli Salt Lake Cityben megrendezett 2002. évi téli olimpiai játékok egyik részt vevő nemzete volt. Az országot az olimpián 3 sportágban 8 sportoló képviselte, akik érmet nem szereztek.

## Biatlon
Férfi
| Versenyző        | Versenyszám  | Lövőhiba    | Időeredmény | Helyezés |
| ---------------- | ------------ | ----------- | ----------- | -------- |
| Liutauras Barila | 10 km sprint | 5 (2+3)     | 30:01,4     | 82.      |
| Liutauras Barila | 20 km egyéni | 4 (0+2+1+1) | 59:02,3     | 62.      |

Női
| Versenyző           | Versenyszám   | Lövőhiba | Időeredmény | Helyezés |
| ------------------- | ------------- | -------- | ----------- | -------- |
| Diana Rasimovičiūtė | 7,5 km sprint | 3 (2+1)  | 25:41,4     | 66.      |

## Műkorcsolya
| Versenyző                           | Versenyszám | Kötelező tánc 1   | Kötelező tánc 1 | Kötelező tánc 1 | Kötelező tánc 2   | Kötelező tánc 2 | Kötelező tánc 2 | Eredeti (original) tánc | Eredeti (original) tánc | Eredeti (original) tánc | Kűr               | Kűr   | Kűr         | Összesítés         | Összesítés |
| Versenyző                           | Versenyszám | Több. hely. száma | Hely.           | Hely. pont.     | Több. hely. száma | Hely.           | Hely. pont.     | Több. hely. száma       | Hely.                   | Hely. pont.             | Több. hely. száma | Hely. | Hely. pont. | Helyezési pontszám | Helyezés   |
| ----------------------------------- | ----------- | ----------------- | --------------- | --------------- | ----------------- | --------------- | --------------- | ----------------------- | ----------------------- | ----------------------- | ----------------- | ----- | ----------- | ------------------ | ---------- |
| Margarita Drobiazko Povilas Vanagas | Jégtánc     | 5×5+              | 5.              | 1,0             | 6×5+              | 5.              | 1,0             | 6×5+                    | 5.                      | 3,0                     | 8×5+              | 5.    | 5,0         | 10,0               | 5.         |

## Sífutás
Férfi
| Versenyző           | Versenyszám | Selejtező | Selejtező | Negyeddöntő | Negyeddöntő | Elődöntő | Elődöntő | B döntő | B döntő | Döntő     | Döntő    |
| Versenyző           | Versenyszám | Idő       | Hely.     | Idő         | Hely.       | Idő      | Hely.    | Idő     | Hely.   | Idő       | Helyezés |
| ------------------- | ----------- | --------- | --------- | ----------- | ----------- | -------- | -------- | ------- | ------- | --------- | -------- |
| Vadim Gusevas       | Sprint      | 3:07,25   | 53.*      | kiesett     | kiesett     | kiesett  | kiesett  | kiesett | kiesett | kiesett   | 52.      |
| Vadim Gusevas       | 15 km       |           |           |             |             |          |          |         |         | 43:56,2   | 59.      |
| Vadim Gusevas       | 30 km       |           |           |             |             |          |          |         |         | 1:24:26,3 | 63.      |
| Vadim Gusevas       | 50 km       |           |           |             |             |          |          |         |         | 2:45:23,0 | 55.      |
| Ričardas Panavas    | 15 km       |           |           |             |             |          |          |         |         | 40:31,0   | 39.      |
| Ričardas Panavas    | 50 km       |           |           |             |             |          |          |         |         | 2:23:56,4 | 43.      |
| Vladislavas Zybaila | Sprint      | 3:07,25   | 53.*      | kiesett     | kiesett     | kiesett  | kiesett  | kiesett | kiesett | kiesett   | 53.      |
| Vladislavas Zybaila | 15 km       |           |           |             |             |          |          |         |         | 42:07,9   | 52.      |
| Vladislavas Zybaila | 30 km       |           |           |             |             |          |          |         |         | 1:21:27,1 | 57.      |
| Vladislavas Zybaila | 50 km       |           |           |             |             |          |          |         |         | 2:29:27,4 | 50.      |

| Versenyző           | Versenyszám              | 10 km klasszikus | 10 km klasszikus | 10 km szabad | 10 km szabad | Helyezés |
| Versenyző           | Versenyszám              | Idő              | Hely.            | Időhátrány   | Idő          | Helyezés |
| ------------------- | ------------------------ | ---------------- | ---------------- | ------------ | ------------ | -------- |
| Vadim Gusevas       | 10 + 10 km üldözőverseny | 29:57,7          | 63.              | kiesett      | kiesett      | kiesett  |
| Ričardas Panavas    | 10 + 10 km üldözőverseny | 27:51,9          | 40.              | +1:44        | 26:40,1      | 47.      |
| Vladislavas Zybaila | 10 + 10 km üldözőverseny | 29:08,1          | 58.              | kiesett      | kiesett      | kiesett  |

Női
| Versenyző        | Versenyszám | Selejtező | Selejtező | Negyeddöntő | Negyeddöntő | Elődöntő | Elődöntő | B döntő | B döntő | Döntő   | Döntő    |
| Versenyző        | Versenyszám | Idő       | Hely.     | Idő         | Hely.       | Idő      | Hely.    | Idő     | Hely.   | Idő     | Helyezés |
| ---------------- | ----------- | --------- | --------- | ----------- | ----------- | -------- | -------- | ------- | ------- | ------- | -------- |
| Irina Terentjeva | Sprint      | 3:34,18   | 48.*      | kiesett     | kiesett     | kiesett  | kiesett  | kiesett | kiesett | kiesett | 48.*     |
| Irina Terentjeva | 15 km       |           |           |             |             |          |          |         |         | 45:45,4 | 48.      |

| Versenyző        | Versenyszám            | 5 km klasszikus | 5 km klasszikus | 5 km szabad | 5 km szabad | Helyezés |
| Versenyző        | Versenyszám            | Idő             | Hely.           | Időhátrány  | Idő         | Helyezés |
| ---------------- | ---------------------- | --------------- | --------------- | ----------- | ----------- | -------- |
| Irina Terentjeva | 5 + 5 km üldözőverseny | 15:13,5         | 63.             | kiesett     | kiesett     | kiesett  |

* - egy másik versenyzővel azonos eredményt ért el